# 达尔吉林寺
达尔吉林寺，汉名“昌盛寺”，位于中国内蒙古自治区呼伦贝尔市海拉尔区北面，是一座藏传佛教格鲁派寺院。

## 简介
达尔吉林寺于2007年由阿鲁德公司新建，占地面积4万平方米，坐北朝南，平面呈矩形。2009年时，该寺尚未完工，由活佛贾拉森住持，有喇嘛8人。“达尔吉林寺”工程是呼伦贝尔市海拉尔区“一塔三院” 建设项目的主体项目（一塔：菩提塔，三院：天竺苑、达尔吉林寺、万佛寺）。
该寺西面是海拉尔河；南面是伊敏河；东面是东海拉尔工业区；北面是海满一级公路。寺院位于海拉尔西北郊的山坡之上，坡较陡，寺内单体建筑体量均非常大，傍山而建，自前向后逐步升高。该寺的西北方向不远处，有一体量巨大的菩提塔，塔面向东南方向的该寺。
该寺平面沿中轴线排列，五座主要殿堂都位于中轴线上，依次是山门、天王殿、三学日光殿、兜率尊胜殿、佛学院。山门左右两侧分别为鼓楼、钟楼，均建于院墙上。喇嘛的住所和斋堂集中在寺内的东部，活佛府则在寺内西部，兜率尊胜殿以西。
兜率尊胜殿建成于2007年，汉藏结合式，面阔9间，进深6间，结合了平顶与重檐歇山顶。由于地势陡、建筑体量大，故该殿颇有气势。该殿建于高约1米的台基上，外墙白色，边玛檐墙为红色。该殿有三层，一层主供宗喀巴及其两位弟子，两侧供奉八大菩萨；二层供有千尊宗喀巴；三层为藏经阁。该殿采用钢筋混凝土结构。 